# Rob Paulsen
Rob Paulsen (teljes nevén Robert Frederick Paulsen III., Detroit, USA, 1956. március 11.), amerikai szinkronszínész, énekes. 
Több rajzfilmsorozatban is szinkronizál, például a Tündéri keresztszülőkben vagy a Jimmy Neutron kalandjaiban, de leghíresebb szinkronszerepei Rafaello a Tini Nindzsa Teknőcökből, illetve Yakko Warner az Animániából, ahol egyéb szereplőket is megszólaltat. Nevéhez 2000 rajzfilm tucatnyi film és videójáték illetve egyéb animált média kapcsolódik.
Rob Paulsen reklámokban is megszólalt.

## Élete
Detroitban nőtt fel, és a Michigan állambeli Grand Blancban található középiskolába járt. A Michigan-Flint Egyetemre (Michigan-Flint University) járt 37 percig. Szinkronszínészi karrierje 1980-ban kezdődött a G.I. Joe sorozatban.
2016-ban torokrákkal diagnosztizálták, amelyet leküzdött.
Miután megküzdött a torokrákkal, megírta saját memoárját, Voice Lessons: How a Couple of Ninja Turtles, Pinky and an Animaniac Saved My Life címmel.

## Főbb szerepei
- Animánia – Yakko Warner (Fekete Zoltán), Dr. Ottó Agyalágy (Harsányi Gábor)
- Bunkó és a Vész – Bunkó egér (Kautzky Armand)
- A Maszk – Stanley Ipkiss/a Maszk (Forgács Péter)
- Tini Ninja Teknőcök (1987) – Raphael (Csonka András)
- Tini Nindzsa Teknőcök (2012) - Donatello (Pavlevits Béla)
- Fürkészszárny – Pengecsőr (Háda János)
- Dinka banda – Pajti Pete (Vicsek Miklós/Seder Gábor)
- Goofy: A film – Pajti Pete (Minárovits Péter)
- Mickey Donald Goofy: A három muskétás – Trubadúr, a teknős (Bardóczy Attila)
- G.I. Joe: A mozifilm – Snowjob (Kránitz Lajos/Rosta Sándor)
- Jimmy Neutron kalandjai – Carl Wheezer (Minárovits Péter)
- Vidám manók Karácsonya – Eubie manó (Csőre Gábor)
- Tom és Jerry és Óz a csodák csodája – Bádogember (Orosz István)
- Tom és Jerry Óz birodalmában – Bádogember (Vincze Gábor Péter)
- Timon és Pumba – Banzai hiéna (Breyer Zoltán)
- Kacsamesék (1987) – Gúnár Gusztáv (Kerekes József)
- Örökzöld mesék – Ugrifül (Maros Gábor), krokodil #2 (Vajda László)
- Scooby-Doo és a Boo bratyók – Shreako szellem (Fazekas István)
- Scooby-Doo és a kezelhetetlen vérfarkas – Brunchie (Szűcs Sándor)
- Scooby-Doo a kölyökkutya – Rusnya Doo/Professzor Régész (Várkonyi András)
- Scooby-Doo és az arábiai lovagok – Herceg (Barát Attila)
- Turpi úrfi és a Beverly Hills-i macskák – James sofőr (Háda János), Piszok Lester (Forgács Gábor)
- Pöttöm kalandok – Lepcses kakas (Alföldi Róbert), Arnold pitbull (Melis Gábor), Concord keselyű
- Apró-cseprő kalandok: Nyúlfarknyi vakáció – Lepcses kakas (Fekete Zoltán), Johnny színész (Szerémi Zoltán), Bendzsó oposszum (Bartucz Attila),  pszichopata stoppos gyilkos (Bácskai János)
- Taz-Mánia – Axl krokodil (F. Nagy Zoltán), Didgeri Dingó (Jakab Csaba), X. Bertalan Buci Bushlad bennszülött fiú (Bolba Tamás), Timothy kacsacsőrű emlős (Holl Nándor/Szűcs Sándor)
- Hé maci! – a fiatal Gézengúz Guszti (Bartucz Attila/Bódy Gergely)
- Paddington medve – úszómester
- Freakazoid – pincér
- Sonic a sündisznó – Antoine, a prérifarkas
- Az Addams Family – Mr. Normanmayer, a szomszéd
- Jonny Quest – Hadji
- Szippancsok – Corky

## Díjai
Daytime Emmy-díjat és Peabody-díjat, illetve három Annie-díjat nyert a "szinkronszínészek" kategóriában.